# Duc de Sussex
Duc de Sussex (Duke of Sussex) est un titre de noblesse de la pairie du Royaume-Uni associé à la région du Sussex. Il a été créé à deux reprises pour un membre de la famille royale britannique.
Son détenteur actuel est le prince Harry, qui reçoit ce titre le jour de son mariage avec Meghan Markle, le 19 mai 2018.

## Histoire du titre
Le titre de duc de Sussex se réfère à l'un des royaumes historiques à l'origine du Royaume-Uni. Le Sussex est un comté côtier du sud-est de l'Angleterre, dont la ville principale est Brighton.
Augustus Frederick de Hanovre, sixième fils du roi George III, est le premier à porter ce titre, à partir de 1801.
À son décès, le titre n'est pas transmis à son fils aîné, Augustus d'Este (1794-1848), mort sans postérité, puisque ce dernier et sa sœur ne sont pas reconnus comme des enfants légitimes, en raison du mariage annulé de leurs parents qui ne satisfait pas l'acte de 1772 concernant les mariages royaux, qui interdisait aux membres de la famille royale de se marier sans le consentement du souverain (en l'occurrence son père, le roi George III).
Le titre est de nouveau créé en 2018, attribué au prince Harry par sa grand-mère la reine Élisabeth II, à l'occasion de son mariage avec Meghan Markle.

## Épouses des ducs

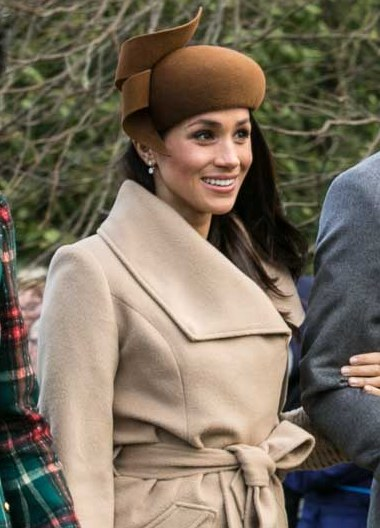
Meghan Markle, la duchesse de Sussex.

L'épouse du duc de Sussex utilise la version féminine du titre de son mari, en tant que consort.
L'actuelle duchesse de Sussex est Meghan Markle. Alors que le prince Harry est le second de l'histoire à porter ce titre, elle est la première duchesse de Sussex.
En effet, auparavant, il n'y a jamais eu de duchesse de Sussex, même si Augustus Frederick de Sussex (le premier titulaire) s'est marié deux fois. Il reçoit ce titre de duc quelques années après l'annulation de son mariage (contrevenant à l'acte de 1772 sur les mariages royaux). Son épouse (qui n'est plus considérée comme telle) et mère de ses enfants, ne peut donc pas être titrée.  

### Duchesse d'Inverness
Le second mariage d'Augustus Frederick de Sussex contrevient également à l'acte de 1772 concernant les mariages royaux. De ce fait, sa seconde épouse, Cecilia Underwood, ne peut pas non plus être duchesse de Sussex. Elle est toutefois autorisée à porter le titre de duchesse avec le nom du premier titre subsidiaire de son époux, c'est-à-dire duchesse d'Inverness. Cependant, elle n'obtient pas le prédicat d'altesse royale, et doit être désignée avec le prédicat honorifique de Sa Grâce.

## Titulaires

### Première création (1801)
Titres subsidiaires : comte d'Inverness, baron Arklow.
| No | Portrait                    | Titulaire                               | Dates     | Autres titres | Éléments biographiques                                   |
| -- | --------------------------- | --------------------------------------- | --------- | ------------- | -------------------------------------------------------- |
| 1  | Auguste-Frédéric de Sussex. | Auguste-Frédéric de Hanovre (1773-1843) | 1801-1843 | —             | Sixième fils du roi George III et de la reine Charlotte. |

Pas de descendant légitime.

### Deuxième création (2018)
Titres subsidiaires : comte de Dumbarton, baron Kilkeel.
| No | Portrait         | Titulaire                   | Dates       | Autres titres | Éléments biographiques                                  |
| -- | ---------------- | --------------------------- | ----------- | ------------- | ------------------------------------------------------- |
| 1  | Henry de Sussex. | Henry du Royaume-Uni (1984) | Depuis 2018 | —             | Fils cadet du roi Charles III et de lady Diana Spencer. |